# Havuzbaşı, Ömerli
Havuzbaşı là một xã thuộc huyện Ömerli, tỉnh Mardin, Thổ Nhĩ Kỳ. Dân số thời điểm năm 2010 là 53 người.